# جودي كار
جودي كار هو سياسي كندي، ولد في 3 يوليو 1975 في سانت جون في كندا. نشط حزبياً في الحزب التقدمي المحافظ في نيو برونزويك ‏. وقد انتخب عضو الجمعية التشريعية لنيو برونزويك ‏ عن دائرة Oromocto-Lincoln-Fredericton ‏ خلال فترته النيابية ‏ وانتخب .